# Theodore William Richards
Theodore William Richards (Germantown (Philadelphia), 31 januari 1868 – Cambridge (Massachusetts), 2 april 1928) was een Amerikaans chemicus. In 1914 werd hij onderscheiden met de Nobelprijs voor de Scheikunde voor zijn bepaling van het atoommassa van een groot aantal elementen.

## Biografie
Richards' ouders waren William Trost Richards (1833-1905), landschapsschilder, en Anna Richards-Matlack (1835-1900), een dichteres. In zijn vroege jeugd werd Richards onderwezen door zijn moeder, en reisde naar Engeland en Frankrijk. In 1883 ging hij studeren aan het Haverford College waar hij in 1885 afstudeerde in de scheikunde. Aansluitend ging hij naar de Harvard-universiteit. Hij promoveerde er in 1888 onder Josiah Parsons Cooke met een thesis over de bepaling van het atoomgewicht van zuurstof ten opzichte van waterstof. 
De volgende twaalf maanden bracht hij door in Duitsland waar hij studeerde onder Victor Meyer, P. Jannasch, G. Kruss en W. Hempel. In 1903 werd hij voorzitter van de afdeling scheikunde op Harvard, en in 1912 werd hij aangewezen als Professor in de scheikunde en directeur van het Wolcott Gibbs Memorial Laboratory.
Ongeveer de helft van zijn werk gedurende zijn lange carrière betrof de studie naar atoomgewichten, waarmee hij begon in 1886 met zuurstof en koper. In totaal bepaalde hij het atoomgewicht van ongeveer dertig elementen met de hoogst mogelijke nauwkeurigheid met een zelf uitgevonden nephelometer. Zijn experimenten verschaften sterk bewijs voor Frederick Soddy's concept van isotopen. Een andere uitvinding van hem was de adiabatische calorimeter.
Richards ontving meerdere eredoctoraten, en de Nobelprijs voor de Scheikunde in 1914. Verder werd hij onderscheiden met de Davy-medaille (1910), de Faraday Medal (1911) van de Chemical Society, de Willard Gibbs Medal (1912) van de The American Chemical Society, de Franklin Medal (1916) en de Lavoisier Medal (1922). Hij was getrouwd met Miriam Stuart Thayer Richards. Samen kregen een dochter, Grace Thayer (die James Bryant Conant huwde) en twee zoons, Greenough Thayer en William Theodore. Beide zonen overleden door zelfmoord. Zelf stierf hij op 2 april 1928 te Cambridge.
1901: Van 't Hoff ·
1902: E. Fischer ·
1903: Arrhenius ·
1904: Ramsay ·
1905: Baeyer ·
1906: Moissan ·
1907: Buchner ·
1908: Rutherford ·
1909: Ostwald ·
1910: Wallach ·
1911: Curie ·
1912: Grignard, Sabatier ·
1913: Werner ·
1914: Richards ·
1915: Willstätter ·
1918: Haber ·
1920: Nernst ·
1921: Soddy ·
1922: Aston ·
1923: Pregl ·
1925: Zsigmondy ·
1926: Svedberg ·
1927: Wieland ·
1928: Windaus ·
1929: Harden, Euler-Chelpin ·
1930: H. Fischer · 
1931: Bosch, Bergius ·
1932: Langmuir ·
1934: Urey ·
1935: F. Joliot-Curie, I. Joliot-Curie ·
1936: Debye ·
1937: Haworth, Karrer ·
1938: Kuhn ·
1939: Butenandt, Ružička ·
1943: Hevesy · 
1944: Hahn ·
1945: Virtanen ·
1946: Sumner, Northrop, Stanley ·
1947: Robinson · 
1948: Tiselius · 
1949: Giauque ·
1950: Diels, Alder ·
1951: McMillan, Seaborg ·
1952: Martin, Synge ·
1953: Staudinger ·
1954: Pauling ·
1955: Vigneaud ·
1956: Hinshelwood, Semjonov ·
1957: Todd ·
1958: Sanger ·
1959: Heyrovský ·
1960: Libby ·
1961: Calvin ·
1962: Perutz, Kendrew ·
1963: Ziegler, Natta ·
1964: Hodgkin ·
1965: Woodward ·
1966: Mulliken ·
1967: Eigen, Norrish, Porter ·
1968: Onsager ·
1969: Barton, Hassel ·
1970: Leloir ·
1971: Herzberg ·
1972: Anfinsen, Moore, Stein · 
1973: E.O. Fischer, Wilkinson · 
1974: Flory ·
1975: Cornforth, Prelog ·
1976: Lipscomb ·
1977: Prigogine · 
1978: Mitchell ·
1979: Brown, Wittig ·
1980: Berg, Gilbert, Sanger ·
1981: Fukui, Hoffmann ·
1982: Klug ·
1983: Taube ·
1984: Merrifield ·
1985: Hauptman, Karle ·
1986: Herschbach, Lee, Polanyi ·
1987: Cram, Lehn, Pedersen ·
1988: Deisenhofer, Huber, Michel ·
1989: Altman, Cech ·
1990: Corey ·
1991: Ernst ·
1992: Marcus ·
1993: Mullis, Smith ·
1994: Olah ·
1995: Crutzen, Molina, Rowland ·
1996: Curl, Kroto, Smalley ·
1997: Boyer, Walker, Skou ·
1998: Kohn, Pople ·
1999: Zewail ·
2000: Heeger, MacDiarmid, Shirakawa ·
2001: Knowles, Noyori, Sharpless ·
2002: Fenn, Tanaka, Wüthrich ·
2003: Agre, MacKinnon ·
2004: Ciechanover, Hershko, Rose ·
2005: Grubbs, Schrock, Chauvin ·
2006: Kornberg ·
2007: Ertl ·
2008: Shimomura, Chalfie, Tsien ·
2009: Steitz, Yonath, Ramakrishnan ·
2010: Heck, Negishi, Suzuki ·
2011: Shechtman ·
2012: Kobilka, Lefkowitz ·
2013: Karplus, Levitt, Warshel ·
2014: Betzig, Hell, Moerner ·
2015: Lindahl, Modrich, Sancar ·
2016: Sauvage, Stoddart, Feringa ·
2017: Dubochet, Frank, Henderson · 
2018: Arnold, Winter, Smith ·   
2019: Goodenough, Whittingham, Yoshino ·
2020: Charpentier, Doudna ·
2021: List, MacMillan ·
2022: Bertozzi, Meldal, Sharpless ·
2023: Bawendi, Brus, Jekimov ·
2024: Baker, Hassabis, Jumper